# Kalchbrennera
Kalchbrennera is een geslacht van schimmels behorend tot de familie Phallaceae. De typesoort is Kalchbrennera tuckii.

## Soorten
Volgens Index Fungorum telt het geslacht twee soorten (peildatum maart 2024):
| Soortnaam               | Auteur(s)     | Publicatiejaar |
| ----------------------- | ------------- | -------------- |
| Kalchbrennera clathrata | (Lloyd) Lloyd | 1923           |
| Kalchbrennera tuckii    | Berk.         | 1876           |